# Monika Finsterbusch
Monika Finsterbusch (* 7. November 1954 in Berlin) ist eine deutsche Designerin und Kinderbuchautorin.
Monika Finsterbusch wuchs in Ost-Berlin auf. Sie zog mit ihren Eltern als Dreijährige nach West-Berlin, später ins Rheinland. Sie studierte in Bielefeld und Hamburg Modedesign. Nach ihrem Studium war sie mehr als 20 Jahre in diesem Beruf tätig, bevor sie als Designerin in die Spielwarenindustrie wechselte und zunächst für das Unternehmen Sigikid Puppen entwarf. Seit 2006 widmet sie sich der Konzeption und Illustration von Kinderbüchern im Coppenrath Verlag. Sie ist Autorin und Zeichnerin der Prinzessin Lillifee. Seit 2002 lebt sie in der Schweiz. 2017 wurde ihr für das Buch „Pipa Lupina – Wohin mit dem Krimskrams?“ der Umweltpreis der Kinder- und Jugendliteratur in der Kategorie „Bilderbuch“ verliehen.